# قمل القارض
قمل القارض أو قمل الطيور أو آكلات الشعر (الاسم العلمي Mallophaga)، هي رتيبة حشرات من رتبة القمليات، وهي حشرات صغيرة الحجم مفلطحة الجسم، تضم 3000 نوع. تصيب الطيور بشكل رئيسي وهناك بعض الأنواع منها تصيب الثدييات وتتغذى على دم المضيف.